# 김선영 (1974년)
김선영(1974년 6월 27일 ~ )은 대한민국의 뮤지컬배우이다. 혜천대학 성악과를 졸업한 이후 1996년 KBS예술단 단원으로 입단하여 활동하였으며, 1999년 뮤지컬 《페임》에서 '메이블' 역으로 뮤지컬 데뷔를 하였으며, 이듬해 한국뮤지컬대상 여우신인상을 수상했다. 2001년 서울예술단에 합류하여 《태풍》, 《바람의 나라》, 《로미오와 줄리엣》 등 여주인공 역할을 맡았고, 이후 《마리아 마리아》, 《와이키키 브라더스》, 《지킬 앤 하이드》, 《미스 사이공》, 《에비타》 등에 출연하였다.

## 수상내역
- 2000년 제6회 한국뮤지컬대상 여우신인상 (페임)
- 2007년 제1회 대구뮤지컬어워즈 DIMF스타상 (미스 사이공)
- 2007년 제1회 더 뮤지컬 어워즈 여우주연상 (에비타)
- 2007년 제13회 한국뮤지컬대상 여우주연상 (에비타)
- 2012년 제6회 더 뮤지컬 어워즈 여우조연상, 여우인기상 (조로)
- 2012년 제18회 한국뮤지컬대상 인기스타상
- 2015년 2015 국가브랜드대상(National Brand Awards) 문화부문 공적상

## 뮤지컬
- 1999년 페임 - 메이블 역 (예술의전당 토월극장, 호암아트홀)
- 2000년 렌트 - 모린 역 (예술의전당 오페라극장)
- 2000년 오! 해피데이 - 이순정 역 (대학로 알과핵 소극장)
- 2001년 태풍 - 미란다 역 (예술의전당 오페라극장)
- 2001년 바람의 나라 - 사비 역 (예술의전당 오페라극장)
- 2002년 로미오와 줄리엣 - 줄리엣 역 (예술의전당 토월극장)
- 2003년 토요일 밤의 열기(트라이아웃) - 스테파니 역 (리틀엔젤스예술회관)
- 2003년 토요일 밤의 열기 - 스테파니 역 (리틀엔젤스예술회관, LG아트센터)
- 2003년 김선영의 마리아 마리아 - 마리아 역 (대학로 세우아트센터)
- 2004년 와이키키 브라더스 - 인희 역 (팝콘하우스)
- 2004년 행진! 와이키키 브라더스 - 인희 역 (예술의전당 오페라극장)
- 2004년 김선영의 마리아 마리아 - 마리아 역 (대학로 세우아트센터)
- 2004-2005년 지킬 앤 하이드 - 루시 역 (코엑스 오디토리움)
- 2005년 행진! 와이키키 브라더스 - 인희 역 (예술의전당 오페라극장)
- 2005년 마리아 마리아 - 마리아 역 (나루아트센터 대공연장)
- 2006년 지킬 앤 하이드 - 루시 역 (예술의전당 오페라극장)
- 2006년 지킬 앤 하이드(일본) - 루시 역 (도쿄 유포트극장, 오사카 NHK홀)
- 2006-2007년 미스 사이공 - 엘렌 역 (세종문화회관 대극장)
- 2006-2007년 에비타 - 에바 페론 역 (LG아트센터)
- 2007년 맨 오브 라만차 - 알돈자 역 (LG아트센터)
- 2007년 맨 오브 라만차(일본) - 알돈자 역 (도쿄 아오야마극장)
- 2007년 텔 미 온 어 선데이 - 데니스 역 (두산아트센터 연강홀)
- 2008년 나인 - 루이사 역 (LG아트센터)
- 2008년 씨왓아이워너씨 - 케사, 아내, 여배우 역 (예술의전당 자유소극장, 두산아트센터 Space111)
- 2008-2009년 지킬 앤 하이드 - 루시 역 (LG아트센터)
- 2009년 영웅 - 설희 역 (LG아트센터)
- 2010년 맨 오브 라만차 - 알돈자 역 (LG아트센터)
- 2010년 미스 사이공 - 엘렌 역 (충무아트홀 대극장)
- 2010-2011년 지킬 앤 하이드 - 루시 역 (샤롯데씨어터)
- 2011-2012년 조로 - 이네즈 역 (블루스퀘어 삼성전자홀)
- 2012년 엘리자벳 - 엘리자벳 역 (블루스퀘어 삼성전자홀)
- 2013년 살짜기 옵서예 - 애랑 역 (예술의전당 CJ토월극장)
- 2013년 스칼렛 핌퍼넬 - 마그리트 역 (LG아트센터)
- 2013-2014년 맨 오브 라만차 - 알돈자 역 (충무아트홀 대극장)
- 2014년 위키드 - 엘파바 역 (샤롯데씨어터)
- 2016년 잃어버린 얼굴 1895 - 명성황후 역 (예술의전당 CJ토월극장)
- 2017년 레베카 - 댄버스 부인 역 (블루스퀘어 인터파크홀)
- 2017-2018년 햄릿: 얼라이브 - 거트루드 역 (예술의전당 CJ토월극장)
- 2018년 매디슨 카운티의 다리 - 프란체스카 역 (샤롯데씨어터)

## 드라마
- 2023년 킹더랜드 (JTBC) - 구화란 역

## 콘서트
- 2007년 2007 정동극장 아트 프런티어 '노래하는 뮤지컬 이야기 - 김선영'
- 2009년 뮤지컬디바 김선영 데뷔 10주년 기념 콘서트 WHO AM I
- 2011년 뮤지컬갈라콘서트 'The Music of the Night 지킬&팬텀'
- 2012년 2013 HOT&NEW MUSICAL FESTIVAL
- 2014년 김선영 단독 콘서트 The Queen's Love Letter
- 2016년 자라섬 뮤지컬 페스티벌
- 2017년 서울 스타라이트 뮤지컬 페스티벌
- 2017년 뮤지컬콘서트 '12월의 선물'